# جایزه بزرگ ایالات متحده ۱۹۶۸
جایزه بزرگ ایالات متحده ۱۹۶۸ (انگلیسی: ‎1968 United States Grand Prix‎) یک مسابقهٔ موتوری در رشتهٔ اتومبیل‌رانی فرمول یک بود که در تاریخ ۶ اکتبر ۱۹۶۸ در مسیر مسابقه جایزه بزرگ واتکینز گلن واقع در واتکینز گلن، نیویورک، ایالات متحده آمریکا برگزار شد. این گراند پری در میان ۱۲ گراند پری در فصل ۱۹۶۸، مسابقهٔ شمارهٔ ۱۱ بود.
در این مسابقه که در ۱۰۸ دور و به مسافت ۴۰۸٫۲ کیلومتر (۲۵۳٫۶۴۴ مایل) برگزار شد، پول پوزیشن توسط ماریو اندرتی کسب شد و سریع‌ترین زمان برای طی یک دور پیست که برابر با ۱:۰۵٫۲۲ بود نیز توسط جکی استوارت به ثبت رسید.
جکی استوارت از تیم ماترا-فورد، گراهام هیل از تیم لوتوس-فورد و جان سرتیز از تیم هوندا به‌ترتیب مقام‌های اول تا سوم مسابقه را کسب کردند.

## رده‌بندی قهرمانی پس از مسابقه
|       | جایگاه | راننده      | امتیاز |
| ----- | ------ | ----------- | ------ |
|       | ۱      | گراهام هیل  | ۳۹     |
| ۱     | ۲      | جکی استوارت | ۳۶     |
| ۱     | ۳      | دنی هیولم   | ۳۳     |
|       | ۴      | ژاکی ایکس   | ۲۷     |
|       | ۵      | بروس مک‌لارن | ۱۶     |
| منبع: |        |             |        |

|       | جایگاه | سازنده      | امتیاز |
| ----- | ------ | ----------- | ------ |
|       | ۱      | لوتوس-فورد  | ۵۳     |
| ۱     | ۲      | ماترا-فورد  | ۴۵     |
| ۱     | ۳      | مک‌لارن-فورد | ۴۳     |
|       | ۴      | فراری       | ۳۲     |
|       | ۵      | بی‌آرام      | ۲۵     |
| منبع: |        |             |        |

یادداشت
- تنها پنج جایگاه نخست از هر رده‌بندی نمایش داده شده‌است.